# Les Fraises sauvages
Pour plus de détails, voir Fiche technique et Distribution.
Les Fraises sauvages (Smultronstället) est un film suédois réalisé par Ingmar Bergman, sorti en 1957.

## Synopsis
La veille de la cérémonie qui doit honorer et célébrer sa longue carrière de médecin, le professeur Isak Borg fait un rêve étrange où il est confronté à sa propre mort. Le lendemain, il décide de partir en voiture à l'université de Lund en compagnie de Marianne, sa belle-fille. Durant le trajet, le vieux professeur fait le bilan d'une vie gâchée par l'égoïsme. Il revoit sa jeunesse avec « le coin des fraises sauvages » où l'entraînait sa cousine. Puis il évoque ses souvenirs de sa vie de médecin de campagne.
Tandis que Marianne conduit, Isak s'endort et fait un rêve où il s'adresse des reproches. Après avoir été déclaré « coupable de culpabilité », il se voit reprocher sa froideur. Puis il revoit l'infidélité de sa femme quarante ans auparavant.
Après un dernier reproche que Marianne adresse à son beau-père au sujet d'un enfant qu'elle aurait voulu garder malgré l'opposition de son mari, Isak est solennellement couronné par l'université de Lund. Avant de s'endormir, il tente de réconcilier son fils et sa belle-fille. Puis il rêve aux scènes heureuses de son enfance.

## Fiche technique
- Titre : Les Fraises sauvages
- Titre original : Smultronstället
- Réalisation : Ingmar Bergman
- Scénario : Ingmar Bergman
- Musique : Erik Nordgren et Göte Lovén
- Photographie : Gunnar Fischer
- Montage : Oscar Rosander
- Décors : Gittan Gustafsson
- Costumes : Millie Ström
- Son : Aaby Wadin et Lennart Wadin
- Production : Allan Ekelund
- Société de production : Svensk Filmindustri
- Pays d'origine :  Suède
- Langue originale : suédois
- Format : noir et blanc - 1,37:1 - 35 mm - mono
- Genre : comédie dramatique
- Durée : 91 minutes
- Dates de sortie :
  - Suède : 26 décembre 1957
  - France : 17 avril 1959
- Affiche : Michel Landi (France)

## Distribution
- Victor Sjöström  (V.F : Paul Ville) : Isak Borg
- Bibi Andersson : Sara
- Ingrid Thulin  (V.F : Jacqueline Porel) : Marianne, la femme d'Evald
- Gunnar Björnstrand  (V.F : Gabriel Cattand) : Evald, le fils d'Isak
- Folke Sundquist (V.F : Michel François) : Anders
- Björn Bjelvenstam : Viktor
- Max von Sydow  (V.F : Jacques Thebault) : Henrik Åkerman
- Gunnel Lindblom : Charlotta
- Jullan Kindahl  (V.F : Yvette Andréyor) : Agda, la gouvernante d'Isak
- Gunnar Sjöberg  (V.F : Georges Aminel) : Sten Alman
- Per Sjöstrand  (V.F : Hubert Noel) : Sigfrid Borg
- Sif Ruud : la tante Olga
- Gertrud Fridh : Karin, la femme d'Isak
- Naïma Wifstrand : la mère d'Isak

## Commentaires
Dans la filmographie d'Ingmar Bergman, les Fraises sauvages suit Le Septième Sceau (Det sjunde inseglet, 1957). Les deux films sont un succès immense pour le réalisateur qui a acquis une véritable reconnaissance avec Sourires d'une nuit d'été (Sommarnattens leende, 1955).
Le film a pour acteur principal Victor Sjöström, par ailleurs pionnier du cinéma suédois. Ingmar Bergman lui avait déjà confié un rôle dans Vers la joie (Till glädje). Les Fraises sauvages est sa dernière contribution cinématographique.
Les rêves répétés, les discussions avec sa bru ou sa gouvernante, les rencontres (Sara, une autostoppeuse, jouée par Bibi Andersson qui tient aussi le rôle d'un amour de jeunesse), font prendre conscience au vieux médecin de son égoïsme, de sa solitude et de l'échec de sa vie, vie qui doit bientôt s'achever. Cependant, les moments de lucidité douloureuse sont suivis d'épisodes ou de pensées plus réconfortants, le vieil Isak Borg n'ayant plus le temps de changer ce qui a été, mais pouvant néanmoins faire la paix avec lui-même, tout en adoptant une attitude plus ouverte et généreuse avec son entourage, parfois maladroitement (l'idée du tutoiement entre lui et sa gouvernante), sans être toujours compris (son fils ne lui permet pas d'achever son idée de renoncer au remboursement du prêt qu'il lui a fait, mais sa belle-fille a compris et lui en est reconnaissante ; au moment des adieux des autostoppeurs, la dernière phrase du professeur ne peut être entendue par eux). En effet, il serait invraisemblable que le vieil homme puisse apprendre en un seul jour à communiquer avec les autres d'une manière aisée.
Le film se caractérise par sa fluidité, les rêves utilisent les personnages et les situations de la vie réelle de la journée, les passages entre le présent, les souvenirs ou les irruptions de l'inconscient dans les rêves sont toujours amenés d'une façon à la fois naturelle et sans ambiguïté.
L'utilisation de la première personne dans les commentaires en voix off facilite l'identification du spectateur avec le personnage principal. D'autre part, la similarité des initiales d'Ingmar Bergman et d'Isak Borg peut suggérer une identification du réalisateur à son personnage principal.

## Box-office
- France : 889 739 entrées

## Distinctions

### Récompenses
- Festival de Berlin 1958 : Ours d'Or[1]
- Prix FIPRESCI de la Berlinale pour Victor Sjöstrom
- Golden Globe du meilleur film étranger en 1959
- Prix du meilleur film au Festival international du film de Mar del Plata en 1959[2]

### Sélection
- Oscars du cinéma 1960 : Nomination à l'Oscar du meilleur scénario original pour Ingmar Bergman[3]